# Ekstraliga polska w rugby union (2016/2017)
Ekstraliga polska w rugby union (2016/2017) – sześćdziesiąty pierwszy sezon najwyższej klasy rozgrywek klubowych rugby union drużyn piętnastoosobowych mężczyzn w Polsce. Tytuł mistrza Polski po raz drugi z rzędu zdobyła drużyna Budowlani SA Łódź, która w finale pokonała Ogniwo Sopot. Trzecie miejsce zajęła Pogoń Siedlce. 

## System rozgrywek
W sezonie 2016/2017 wprowadzono istotne zmiany w systemie rozgrywek w porównaniu z sezonem poprzednim. W związku z zaplanowanym przejściem z systemu jesień-wiosna na system wiosna-jesień sezon ten zaplanowano jako przejściowy, trzyrundowy: od jesieni 2016 do jesieni 2017. Jesienią 2016 zaplanowano rundę wstępną – rozgrywki o Puchar Polski, natomiast właściwe rozgrywki ligowe podzielone na rundę zasadniczą i finałową zaplanowano na wiosnę i jesień 2017. Czas trwania sezonu zaplanowano od 10 września 2016 (pierwsza kolejka rundy wstępnej) do 11 listopada 2017 (finał).
W fazie wstępnej (Puchar Polski) drużyny Ekstraligi podzielono na dwie grupy po cztery zespoły. W ramach każdej grupy mecze odbywały się systemem każdy z każdym, mecz i rewanż. Zwycięzcy grup rozgrywali 11 listopada 2016 mecz finałowy, którego stawką był Puchar Polski. Wyniki rundy wstępnej stanowiły o rozstawieniu zespołów w rundzie zasadniczej. W fazie zasadniczej drużyny nie były podzielone na grupy i rozgrywały mecze systemem każdy z każdym, mecz i rewanż. W fazie finałowej rozgrywano cztery spotkania: finał oraz mecze o trzecie, piąte i siódme miejsce. W finale spotykały się drużyny, które zajęły pierwsze i drugie miejsce w tabeli rundy zasadniczej, w meczu o trzecie miejsce drużyny, które zajęły trzecie i czwarte miejsce itd. Gospodarzami spotkań rundy finałowej były każdorazowo drużyny wyżej sklasyfikowane w tabeli rundy zasadniczej. Najniżej sklasyfikowana drużyna Ekstraligi (przegrany z meczu o siódme miejsce) miała spaść do I ligi.
Za zwycięstwo drużyna otrzymywała 4 punkty, za remis 2 punkty, a za porażkę 0 punktów. Ponadto mogła otrzymać w każdym meczu 1 punkt bonusowy – za zdobycie co najmniej 4 przyłożeń lub za porażkę nie więcej niż siedmioma punktami. Walkower oznaczał wynik 25:0 oraz przyznanie zwycięskiej drużynie 5 punktów, a przegranej odjęcie 1 punktu. W przypadku równej ilości punktów w tabeli ligowej, o klasyfikacji drużyn decydowały kolejno: bilans bezpośrednich spotkań, korzystniejszy bilans małych punktów, większa liczba zdobytych małych punktów, mniejsza liczba wykluczeń, mniejsza liczba wykluczeń upomnień i losowanie. W fazie play-off w przypadku remisu miała być zorganizowana dogrywka, a jeśli ta nie przyniesie rozstrzygnięcia, miał decydować konkurs kopów na bramkę.

## Uczestnicy rozgrywek
Do rozgrywek w sezonie 2016/2017 przystąpiło 8 drużyn. W porównaniu z poprzednim sezonem zabrakło Posnanii Poznań, która zajęła ostatnie miejsce (nie ukończyła rozgrywek) i spadła do I ligi, i która została zastąpiona przez zwycięzcę I ligi Juvenię Kraków. Przed sezonem wycofała się z przyczyn finansowych przedostatnia w poprzednim sezonie Skra Warszawa i jej miejsce zajęli Budowlani Lublin pokonani w finale I ligi przez Juvenię. Z kolei na początku 2017, po rozegraniu rundy wstępnej, wycofała się drużyna Orkana Sochaczew, którą zastąpili KS Budowlani Łódź.
Uczestnicy rozgrywek:
| Drużyna           | Lokata w poprzednim sezonie | Uwagi                    |
| ----------------- | --------------------------- | ------------------------ |
| Budowlani SA Łódź | 1 w Ekstralidze             |                          |
| Lechia Gdańsk     | 2 w Ekstralidze             |                          |
| Ogniwo Sopot      | 3 w Ekstralidze             |                          |
| Arka Gdynia       | 4 w Ekstralidze             |                          |
| Pogoń Siedlce     | 5 w Ekstralidze             |                          |
| Juvenia Kraków    | 1 w I lidze                 |                          |
| Budowlani Lublin  | 2 w II lidze                |                          |
| KS Budowlani Łódź | 4 w II lidze                | od rundy zasadniczej     |
| Orkan Sochaczew   | 6 w Ekstralidze             | tylko w rundzie wstępnej |

## Faza wstępna (Puchar Polski)

### Grupa A
Wyniki spotkań:
|                   | Budowlani SA Łódź | Arka Gdynia | Pogoń Siedlce | Budowlani Lublin |
| Budowlani SA Łódź | –                 | 34:12       | 29:0          | 52:7             |
| Arka Gdynia       | 7:24              | –           | 23:25         | 33:10            |
| Pogoń Siedlce     | 18:17             | 26:6        | –             | 22:5             |
| Budowlani Lublin  | 3:24              | 17:20       | 10:29         | –                |

Tabela (w kolorze zielonym wiersz z drużyną, która awansowała do finału Pucharu Polski):
| Pozycja | Drużyna           | Mecze | Wygrane | Remisy | Porażki | Bilans punktów | Punkty bonusowe | Punkty razem |
| ------- | ----------------- | ----- | ------- | ------ | ------- | -------------- | --------------- | ------------ |
| 1.      | Budowlani SA Łódź | 6     | 5       | 0      | 1       | 180:47         | 6               | 26           |
| 2.      | Pogoń Siedlce     | 6     | 5       | 0      | 1       | 120:90         | 3               | 23           |
| 3.      | Arka Gdynia       | 6     | 2       | 0      | 4       | 101:136        | 3               | 11           |
| 4.      | Budowlani Lublin  | 6     | 0       | 0      | 6       | 52:180         | 1               | 1            |

### Grupa B
Wyniki spotkań:
|                 | Lechia Gdańsk | Ogniwo Sopot | Orkan Sochaczew | Juvenia Kraków |
| Lechia Gdańsk   | –             | 16:12        | 104:3           | 26:12          |
| Ogniwo Sopot    | 35:18         | –            | 43:6            | 62:5           |
| Orkan Sochaczew | 21:27         | 3:54         | –               | 32:17          |
| Juvenia Kraków  | 7:46          | 7:41         | 14:19           | –              |

Tabela (w kolorze zielonym wiersz z drużyną, która awansowała do finału Pucharu Polski):
| Pozycja | Drużyna         | Mecze | Wygrane | Remisy | Porażki | Bilans punktów | Punkty bonusowe | Punkty razem |
| ------- | --------------- | ----- | ------- | ------ | ------- | -------------- | --------------- | ------------ |
| 1.      | Ogniwo Sopot    | 6     | 5       | 0      | 1       | 247:55         | 5               | 25           |
| 2.      | Lechia Gdańsk   | 6     | 5       | 0      | 1       | 237:90         | 3               | 23           |
| 3.      | Orkan Sochaczew | 6     | 2       | 0      | 4       | 84:259         | 2               | 10           |
| 4.      | Juvenia Kraków  | 6     | 0       | 0      | 6       | 62:226         | 1               | 1            |

### Finał Pucharu Polski
W jubileuszowym, czterdziestym meczu o Puchar Polski, rozegranym 11 listopada 2016 w Łodzi Budowlani SA Łódź pokonali Ogniwo Sopot.
Wynik finału:
| 11 listopada 2016 | Master Pharm Budowlani SA Łódź                                             | 17:6(3:6) | MKS Ogniwo Sopot           | Łódź Widzów: ok. 3000 Sędzia: Łukasz Jasiński |
| 11 listopada 2016 | Patryk Reksulak 7 (2pd K), Toma Mczedlidze 5 (P), Bartosz Kubelewski 5 (P) | 17:6(3:6) | Wojciech Piotrowicz 6 (2K) | Łódź Widzów: ok. 3000 Sędzia: Łukasz Jasiński |

## Faza zasadnicza
Wyniki spotkań:
|                   | Budowlani SA Łódź | Lechia Gdańsk | Ogniwo Sopot | Arka Gdynia | Pogoń Siedlce | Juvenia Kraków | Budowlani Lublin | KS Budowlani Łódź |
| Budowlani SA Łódź | –                 | 39:0          | 18:23        | 62:5        | 19:16         | 74:10          | 31:8             | 73:17             |
| Lechia Gdańsk     | 17:29             | –             | 11:42        | 14:29       | 6:23          | 64:14          | 34:21            | 64:0              |
| Ogniwo Sopot      | 18:19             | 17:15         | –            | 55:19       | 25:10         | 34:7           | 38:7             | 98:0              |
| Arka Gdynia       | 17:48             | 13:27         | 15:19        | –           | 8:45          | 36:10          | 41:17            | 40:14             |
| Pogoń Siedlce     | 17:12             | 23:12         | 23:12        | 20:0        | –             | 54:18          | 26:7             | 41:0              |
| Juvenia Kraków    | 3:57              | 21:31         | 0:25 (wo)    | 25:45       | 9:36          | –              | 13:18            | 35:27             |
| Budowlani Lublin  | 3:26              | 17:30         | 10:17        | 57:24       | 10:31         | 33:15          | –                | 76:0              |
| KS Budowlani Łódź | 0:45              | 7:52          | 14:38        | 26:39       | 10:50         | 17:8           | 28:43            | –                 |

Tabela:
| Pozycja | Drużyna           | Mecze | Wygrane | Remisy | Porażki | Bilans punktów | Punkty bonusowe | Punkty razem |
| ------- | ----------------- | ----- | ------- | ------ | ------- | -------------- | --------------- | ------------ |
| 1.      | Budowlani SA Łódź | 14    | 12      | 0      | 2       | 552:154        | 11              | 59           |
| 2.      | Ogniwo Sopot      | 14    | 12      | 0      | 2       | 461:168        | 9               | 57           |
| 3.      | Pogoń Siedlce     | 14    | 12      | 0      | 2       | 415:148        | 8               | 56           |
| 4.      | Lechia Gdańsk     | 14    | 7       | 0      | 7       | 371:295        | 7               | 35           |
| 5.      | Arka Gdynia       | 14    | 6       | 0      | 8       | 290:422        | 8               | 32           |
| 6.      | Budowlani Lublin  | 14    | 5       | 0      | 9       | 326:364        | 5               | 25           |
| 7.      | Juvenia Kraków    | 14    | 1       | 0      | 13      | 188:551        | 2               | 5            |
| 8.      | KS Budowlani Łódź | 14    | 1       | 0      | 13      | 160:712        | 1               | 5            |

## Faza finałowa

### Mecz o siódme miejsce
Spotkanie miało wyrównany przebieg. Co prawda w końcówce pierwszej połowy Juvenia zdobyła dziewięciopunktową przewagę, to w drugiej połowie Budowlani zmniejszyli różnicę tylko do 1 punktu. Decydujące punkty zdobyli jednak gracze z Krakowa.
Wynik meczu o siódme miejsce:
| 11 listopada 2017 | RzKS Juvenia Kraków                                                                                                 | 24:18(19:10) | KS Budowlani Łódź                                                                          | Kraków Sędzia: Dariusz Reks |
| 11 listopada 2017 | Marcin Siemaszko 5 (P), Artur Fursenko 5 (P), Andrei Cebotari 5 (P), Daniel Glynn 5 (P), Bartłomiej Sierant 4 (2pd) | 24:18(19:10) | Bartosz Zabokrzycki 5 (P), Dawid Kinast 5 (P), Wojciech Kapustka 5 (P), Tomasz Gasik 3 (K) | Kraków Sędzia: Dariusz Reks |

### Mecz o piąte miejsce
Mecz zakończył się remisem w regulaminowym czasie gry. Żadna z drużyn nie zdobyła także punktów w dogrywce. W tej sytuacji doszło do konkursu rzutów karnych – tu skuteczniejsi okazali się gospodarze dzięki skutecznym kopom Szymona Sirockiego i Wiktora Zaradzkiego.
Wynik meczu o piąte miejsce:
| 11 listopada 2017 | RC Arka Gdynia                                                             | 22:22 k. 2:1(5:10, 22:22, 22:22, k. 2:1) | KS Budowlani Lublin                                                                           | Gdynia Sędzia: Mirosław Szczepański |
| 11 listopada 2017 | Szymon Sirocki 12 (P 2pd K), Łukasz Szostek 5 (P), Radosław Rakowski 5 (P) | 22:22 k. 2:1(5:10, 22:22, 22:22, k. 2:1) | Piotr Wiśniewski 10 (2P), Jakub Kamiński 5 (P), Aleksander Chomenko 5 (P), Artem Kułyk 2 (pd) | Gdynia Sędzia: Mirosław Szczepański |

### Mecz o trzecie miejsce
W pierwszej połowie niewielką, sześciopunktową przewagę zdobyli gospodarze po dwóch skutecznych kopach z rzutów karnych. W drugiej połowie zdołali podnieść przewagę dzięki dwóm przyłożeniom i podwyższeniu, a gracze Lechii zdołali odpowiedzieć tylko jednym skutecznym kopem z rzutu karnego.
Wynik meczu o trzecie miejsce:
| 11 listopada 2017 | MKS Pogoń Awenta Siedlce                                                  | 18:3(6:0) | RC Lechia Gdańsk      | Gdańsk Sędzia: Kacper Michałkiewicz |
| 11 listopada 2017 | Rafał Janeczko 8 (pd 2K), Przemysław Rajewski 5 (P), Tomasz Rokicki 5 (P) | 18:3(6:0) | Jędrzej Nowicki 3 (K) | Gdańsk Sędzia: Kacper Michałkiewicz |
| 11 listopada 2017 | Piotr Jurkowski                                                           | 18:3(6:0) |                       | Gdańsk Sędzia: Kacper Michałkiewicz |

### Finał
Po pierwszej połowie różnica punktowa między zespołami była niewielka (5:3 dla Budowlanych), jednak w drugiej odsłonie meczu punkty zdobywali wyłącznie gracze Budowlanych, którzy zapewnili sobie obronę zdobytego rok wcześniej tytułu mistrzowskiego.
Wynik finału:
| 11 listopada 2017 | Master Pharm Budowlani SA Łódź                                        | 16:3(5:3) | MKS Ogniwo Sopot          | Łódź Sędzia: Łukasz Jasiński |
| 11 listopada 2017 | Patryk Reksulak 6 (2K), Witalij Kramarenko 5 (P), Dawid Plichta 5 (P) | 16:3(5:3) | Wojciech Piotrowicz 3 (K) | Łódź Sędzia: Łukasz Jasiński |

## Klasyfikacja końcowa
Tabela:
| Pozycja | Drużyna           |
| ------- | ----------------- |
| 1.      | Budowlani SA Łódź |
| 2.      | Ogniwo Sopot      |
| 3.      | Pogoń Siedlce     |
| 4.      | Lechia Gdańsk     |
| 5.      | Arka Gdynia       |
| 6.      | Budowlani Lublin  |
| 7.      | Juvenia Kraków    |
| 8.      | KS Budowlani Łódź |

Po zakończeniu sezonu doszło do ustaleń na temat reorganizacji rozgrywek ligowych. W efekcie podjęcia decyzji o poszerzeniu Ekstraligi od kolejnego sezonu z 8 do 10 zespołów, żaden zespół nie spadł do I ligi, natomiast dołączyły do niej dwie najlepsze drużyny pierwszoligowe.

## Statystyki
Najskuteczniejszym graczem Ekstraligi został z dorobkiem 181 punktów pochodzący z Afryki Południowej łącznik ataku Budowlanych SA Łódź Paul Walters.

## I i II liga
Równolegle z rozgrywkami Ekstraligi rywalizowały drużyny na dwóch niższych poziomach ligowych: w I i II lidze.
Końcowa klasyfikacja I ligi:
| Poz. | Drużyna         |
| ---- | --------------- |
| 1    | Skra Warszawa   |
| 2    | Orkan Sochaczew |
| 3    | Rugby Pomorze   |

W I lidze występowały też drużyny Posnania Poznań, Czarni Pruszcz Gdański, Arka Rumia, Biało-Czarni Nowy Sącz i KS Budowlani Łódź, jednak nie ukończyły rozgrywek.
Końcowa klasyfikacja II ligi:
| Poz. | Drużyna                  |
| ---- | ------------------------ |
| 1    | Arka Rumia               |
| 2    | AZS AWF Warszawa         |
| 3    | Rugby Ruda Śląska        |
| 4    | Wataha Zielona Góra      |
| 5    | Sparta Jarocin           |
| 6    | Legia Warszawa           |
| 7    | Rugby Białystok          |
| 8    | Alfa Bydgoszcz           |
| 9    | RC Częstochowa           |
| 10   | Chaos Poznań             |
| 11   | Miedziowi Lubin          |
| 12   | Mazovia Mińsk Mazowiecki |

W II lidze występowały też drużyny Biało-Czarni Nowy Sącz, Posnania Poznań i Frogs Warszawa, jednak nie ukończyły rozgrywek.

## Inne rozgrywki
W zakończonych w 2017 rozgrywkach w kategoriach młodzieżowych mistrzostwo Polski juniorów zdobyła drużyna Lechii Gdańsk, a kadetów Orkan Sochaczew.